# Deterdžent
Deterdžent je sredstvo za pranje na bazi sintetičkih površinski aktivnih supstanci. Deterdženti predstavljaju smešu površinski aktivne supstance (surfaktanta) i pomoćnih komponenata, npr: natrijum sulfat, natrijum perborat, natrijum silikat, fosfat, karboksimetilceluloza, itd. Oni moraju da sadrže sredstva koja smanjuju tvrdoću vode, jer se kalcijumove i magnezijumove soli površinski aktivnih supstanci teško rastvaraju u vodi. Tipičan dodatak je EDTA (etilen diamin tetraacetatna kiselina).

## Spoljašnje veze
- About.com: How Do Detergents Clean Архивирано на веб-сајту  (6. јануар 2011)
- Campbell tips for detergents chemistry, surfactants, and history related to laundry washing, destaining methods and soil.